# コズィン・ヴィクトル・ミハイロヴィチ
ヴィクトル・ミハイロヴィチ・コズィン（Viktor Mikhailovich Kozin、ロシア語: Козин Виктор Михайлович 1953年2月22日 - ）は、ロシア・ラザ・ハバロフスク地方：シタ区の出身の技術科学博士、教授である。

## 概説
コムソモリスク・ナ・アムーレポリテクニック大学卒業（1975年）、ゴリカフスキ ポリテクニック特別大学院卒業、レニングラード造船大学で研修（1978年、1986年）
ニコラエフスキイ・ナ・アムーレ造船工場で、船舶の組立て工として働き始める（1974年）。1975年からコムソモリスク・ナ・アムーレ・ポリテクニック大学のアシスタント、教頭、助教授、教授、学科の主任として科学教育活動を行っている（現在は国立工業大学）
技術科学博士（1994年）、教授（1996年）、氷技術研究室主任（1990年）、固体力学研究室主任（2006年）ロシア連邦科学アカデミー極東部エンジニアリング科学、金属工学大学主任をそれぞれ歴任し、ロシア連邦発明考案功労者（2000年）ロシア科学アカデミー総裁賞（1999年）を受賞、ロシア連邦文部省コンクールに優勝し、賜金を得た。

## 主な科学活動方針
1. 氷河変形力学
2. 弾性基礎の共鳴振動プレート

- ホバークラフトの氷河崩壊の共振法、が従来の技術と比べて（砕氷船、砕氷船のアタッチメントなどを使用）、エアクッションの上で、氷崩壊のエネルギーを下げることが可能であると何回か解明し、実地に導入した。
- 水面下の砕氷船の性質、流氷の浮上において、共振法を使って崩壊する氷の表面の判断方法を提案した。
- 冬期専用の自動車道路、氷の道や緊急着陸機の滑走路として使用した時の氷の表面の負荷容量性質の依存性を得た。
- 貨物専用ホームとして運用する氷の表面の増加する負荷容量の構成を解明した。
- 事故を未然に防いだ貨物運搬のため氷の表面を利用した技術、特に車両が動く条件や動力的な負荷において氷の増大する積載能力構造に改善を加えた。
- 科学的方法の特許権を取り、既に存在する技術と比べて、氷詰まりのときや、川の結氷期や流氷期の氷詰まりを崩壊するときに、より効果的な構造を解明した。
- 破壊的な洪水の原因である内陸水路で、氷が複雑化することを防いだ爆破作業の技術に改善を加えた。
- ウッド合金タイプの低融点合金を使用して、発明に対してロシア連邦の特許を得た自動バランシングの方法と構造を解明した。
- 踏み固められた雪道と薄氷の張った路面を処理する技術と構造を提案した。
- 解明された結果は、既に存在する構造や技術と比べて数倍、より効果的に道路を傷つけないようにきれいにすることを可能にしている。
- B.M.コズィンが直接参加し、極東で唯一の試験タンク(45×4,2×4,0 メトル)をコムソモリスク・ナ・アムーレ国立技術大学に建設した。
- 技術科学の修士と博士を養成した。
- チュートリアル、4つのモノグラフ、320以上の著述業や考案の特許を含め、400以上の活動を公表した。

## 出版物
- В.А.ズエフ、В.М.コズィン「氷の表面を破壊するためのホバークラフトを使用」 ウラジオストク: 極東国大社 1988年 128ページ
- В.М.コズィン、В.Д.ジョーストカヤ 「氷表面の動力的な負荷」オフショアと極域工学国際雑誌 Voe.9., No. 4 第四号 十二月 1999年 293-297ページ ISBN No. 1053-5381
- В.Д.ジェストカヤ、В.М.コズィン 「共振法を使った水陸両用のホバークラフトによる氷の表面破壊の可能性の研究」ウラジオストク: Дальнаука社 2003年 161ページ ISBN 5-8044-0384-2.
- В.М.コズィンなど 「対象の動きによる曲重力波の氷を破壊する能力」 ウラジオストク: Дальнаука社 2005年 191ページ ISBN 5-8044-0508-X